# 锹形海蛳螺
锹形海蛳螺（学名：Epitonium pallasii pallasii），是异腹足目海蛳螺科海蛳螺属的一种。主要分布于韩国、台湾，常栖息在浅海砂底。